# Liste der denkmalgeschützten Objekte in Radfeld
Die Liste der denkmalgeschützten Objekte in Radfeld enthält die 14 denkmalgeschützten, unbeweglichen Objekte der Gemeinde Radfeld.

## Denkmäler
| Foto |                 | Denkmal                                                                                                  | Standort                                          | Beschreibung | Metadaten |
| ---- | --------------- | --- | ------------------------------------------------- | --- | --- |
| ja   | Datei hochladen | Reste der Stadtmauer HERIS-ID: 105317 Objekt-ID: 122292 TKK: 116365                                      | Bienerstraße 1, in der Nähe Standort KG: Radfeld  | Die Stadtmauer von Rattenberg geht auf die ins 12. Jahrhundert zurückreichende Burganlage zurück und war Voraussetzung für die 1393 erfolgte Stadterhebung. Trotz Verfall ab dem 18. Jahrhundert haben sich Reste der Stadtmauer als Abschluss der Stadt an der Grenze zu Radfeld erhalten. | BDA-Hist.: Q37805114 Status: § 2a Stand der BDA-Liste: 2025-06-30 Name: Reste der Stadtmauer GstNr.: 235/1, 235/2                                                                 |
| ja   | Datei hochladen | Mundloch beim Kundler Tor HERIS-ID: 105319 Objekt-ID: 122294 TKK: 140497                                 | Bienerstraße 1, in der Nähe Standort KG: Radfeld  | Das in den Hang hineingebaute Mundloch eines ehemaligen Bergwerkstollens stammt aus dem 16. Jahrhundert. Das abgemauerte, niedere Schachtstück weist ein Spitztonnengewölbe auf. Der Eingang ist durch ein Schmiedeeisengitter verschlossen. | BDA-Hist.: Q37805134 Status: § 2a Stand der BDA-Liste: 2025-06-30 Name: Mundloch beim Kundler Tor GstNr.: 235/2                                                                   |
| ja   | Datei hochladen | Rendlbrunnen HERIS-ID: 105320 Objekt-ID: 122295 TKK: 116366                                              | Bienerstraße 1, in der Nähe Standort KG: Radfeld  | Der 1945 aufgestellte Laufbrunnen besteht aus einem großen rechteckigen Steinbecken aus dem 19. Jahrhundert und einer spätgotischen steinernen Brunnenwand mit Wasserauslass in kielbogenförmiger Nische mit Stabwerk aus dem ersten Viertel des 16. Jahrhunderts. | BDA-Hist.: Q37805143 Status: § 2a Stand der BDA-Liste: 2025-06-30 Name: Rendlbrunnen GstNr.: 235/2                                                                                |
| ja   | Datei hochladen | Kundler Tor und Reste der Stadtmauer HERIS-ID: 111096 Objekt-ID: 128873 TKK: 115681                      | bei Bienerstraße 4 Standort KG: Radfeld           | Das Kundler Tor ist in die erhaltenen Reste der östlichen Stadtmauer von Rattenberg eingebunden und bildet die Grenze zu Radfeld. Das ursprüngliche Tor wurde zwischen 1809 und 1814 abgebrochen und durch einen grazilen gemauerten Torbogen mit geschwungenem Giebel ersetzt, der von drei steinernen Kugeln bekrönt wird. Anmerkung: Das Kundler Tor bildet die Grenze der Gemeinden Radfeld und Rattenberg. | BDA-Hist.: Q37821738 Status: § 2a Stand der BDA-Liste: 2025-06-30 Name: Kundler Tor und Reste der Stadtmauer GstNr.: 2061/2 Kundler Tor, Rattenberg                               |
| ja   | Datei hochladen | Kath. Filialkirche hl. Briccius und Friedhof HERIS-ID: 55813 Objekt-ID: 64670 TKK: 3487                  | Dorfstraße 58, in der Nähe Standort KG: Radfeld   | 788 wurde erstmals eine Kirche (vermutlich ein Holzbau) erwähnt. Eine frühmittelalterliche Saalkirche mit rechteckigem Presbyterium wurde in der zweiten Hälfte des 14. Jahrhunderts mit einem polygonalen Chor versehen. Um 1480/90 wurde das Langhaus erneuert, im 18. Jahrhundert das Innere barockisiert, um 1880/90 regotisiert. 1975 wurde im Westen eine Vorhalle errichtet. Das vierjochige Langhaus weist ein Netzrippengewölbe und runde Schlusssteine, der Chor ein Kreuzrippengewölbe auf Konsolen auf. Bei der Renovierung 1976 wurde der neugotische Hochaltar entfernt und durch einen barocken Altar ersetzt. Das Altarblatt mit der Darstellung des hl. Briccius vor der Muttergottes stammt von Christoph Anton Mayr von 1763, die flankierenden Statuen vermutlich von Johann Paterer. Im Chor und an der Langhausnordseite befinden sich Fragmente von Wandmalereien des 16. Jahrhunderts mit Darstellungen dreier Apostel. | BDA-Hist.: Q38068009 Status: § 2a Stand der BDA-Liste: 2025-06-30 Name: Kath. Filialkirche hl. Briccius und Friedhof GstNr.: .437/2, .436 Filialkirche hl. Briccius, Radfeld      |
| ja   | Datei hochladen | Bildstock hl. Johannes Nepomuk HERIS-ID: 105316 Objekt-ID: 122291 TKK: 3498                              | Dorfstraße 117d, in der Nähe Standort KG: Radfeld | Der Nischenbildstock mit geschwungenem Giebel steht an der Innbrücke. In der schmiedeeisenvergitterten Nische befindet sich eine barocke Schnitzfigur des hl. Johannes Nepomuk aus der Mitte des 18. Jahrhunderts. | BDA-Hist.: Q37805104 Status: § 2a Stand der BDA-Liste: 2025-06-30 Name: Bildstock hl. Johannes Nepomuk GstNr.: 2186                                                               |
| BW   | Datei hochladen | Mittelalterlich-neuzeitliche Richtstätte im Maukenwald bei Radfeld HERIS-ID: 211539 TKK: 143690seit 2021 | bei Maukenbach 16a Standort KG: Radfeld           | | BDA-Hist.: Q107709284 Status: § 9-Feststellung Bodendenkmal Stand der BDA-Liste: 2025-06-30 Name: Mittelalterlich-neuzeitliche Richtstätte im Maukenwald bei Radfeld GstNr.: 1468 |
| ja   | Datei hochladen | Ehem. Schießstand HERIS-ID: 105305 Objekt-ID: 122280 TKK: 116363                                         | Siedlung 135 Standort KG: Radfeld                 | Das zweigeschoßige Gebäude über leicht geknicktem Grundriss wurde in der ersten Hälfte des 19. Jahrhunderts errichtet. Der südliche Teil mit Wohnteil im ersten Obergeschoß ist verputzt, der nördliche Teil als senkrecht verschalter Riegelbau ausgeführt. Das Erdgeschoß weist ein einfaches Leistendekor auf, die Fenster sind mit Klappläden versehen. | BDA-Hist.: Q37805053 Status: § 2a Stand der BDA-Liste: 2025-06-30 Name: Ehem. Schießstand GstNr.: .626 Radfeld, Schießstand                                                       |
| ja   | Datei hochladen | Friedhof Rattenberg und Friedhofskapelle HERIS-ID: 105321 Objekt-ID: 122296 TKK: 3500                    | bei Siedlung 136 Standort KG: Radfeld             | Der ursprünglich bei der Pfarrkirche gelegene Friedhof von Rattenberg musste 1854 dem Bahnbau weichen. Er wurde auf Radfelder Gemeindegebiet nach Plänen von Johann Wolf neu angelegt und 1857 geweiht. Die rechteckige Anlage ist von einer Umfassungsmauer umschlossen. An der Nordseite befindet sich ein spätgotisches Portal der Ursulakapelle, die ebenfalls aufgrund des Bahnbaus abgetragen wurde. Das Portal ist historistisch umbaut und mit einem schmiedeeisernen Gittertor versehen. Die Anlage ist symmetrisch gegliedert, an den Umfassungsmauern befinden sich Nischen-, Wand- und Urnengräber. In die südliche Umfassungsmauer eingebunden ist die neuromanische Friedhofskapelle. Der Mauerbau mit Satteldach und Giebelreiter ist mit einem Zahnschnittfries bzw. Treppengiebel und Lisenengliederung an den Mauerkanten gestaltet.                                                                                          | BDA-Hist.: Q37805153 Status: § 2a Stand der BDA-Liste: 2025-06-30 Name: Friedhof Rattenberg und Friedhofskapelle GstNr.: 2060/2, .631 Friedhof Rattenberg                         |
| ja   | Datei hochladen | Krämerstadel HERIS-ID: 46775 Objekt-ID: 48951 TKK: 4680                                                  | Siedlung 167 Standort KG: Radfeld                 | Der isoliert vom zugehörigen Hof stehende Pfeilerstadel wurde im frühen 19. Jahrhundert errichtet und 1907 geringfügig verändert. Der Bau besteht aus verputztem Bruchsteinmauerwerk, die Flächen zwischen den Pfeilern und die Giebelfelder sind senkrecht verschalt. Die Durchfahrtstenne ist giebelseitig erschlossen und mit breiten, zweiflügeligen Tordurchfahrten versehen. An den Giebelfronten im Erdgeschoßbereich sind jeweils vier Halbkugeln eingemauert. | BDA-Hist.: Q38023618 Status: Bescheid Stand der BDA-Liste: 2025-06-30 Name: Krämerstadel GstNr.: 2083/7                                                                           |
| ja   | Datei hochladen | Schützenkapelle in der Au / Herz-Jesu-Kapelle HERIS-ID: 105312 Objekt-ID: 122287 TKK: 116364             | Wies 5b Standort KG: Radfeld                      | Die östlich von Radfeld im Feld gelegene Kapelle wurde 1999/2000 errichtet. Der Mauerbau mit polygonalem Chor und gedeckter Vorhalle weist ein hohes, schindelgedecktes Pyramidendach mit Dachreiter und innen offenem Dachstuhl auf. In der Vorhalle befindet sich ein spätgotisches Relieffragment aus rötlichem Marmor, vermutlich der Rest einer Grabplatte. | BDA-Hist.: Q37805076 Status: § 2a Stand der BDA-Liste: 2025-06-30 Name: Schützenkapelle in der Au / Herz-Jesu-Kapelle GstNr.: 1977 Schützenkapelle in der Au, Radfeld             |
| ja   | Datei hochladen | Auflegerkapelle HERIS-ID: 88406 Objekt-ID: 102976 TKK: 3492                                              | Standort KG: Radfeld                              | Die südöstlich des Ortes an der Tiroler Straße gelegene Kapelle wurde in der ersten Hälfte des 18. Jahrhunderts errichtet. Der gemauerte Bau mit polygonalem Chor weist ein schindelgedecktes Zeltdach mit Dachreiter auf. Im Westen ist eine lange, offene Vorhalle mit schindelgedecktem Satteldach über gemauerten Brüstungswänden mit Pfeilern angebaut. Das Innere ist mit einem Klostergewölbe mit Stuckbändern über profiliertem Gesims versehen. | BDA-Hist.: Q37725407 Status: § 2a Stand der BDA-Liste: 2025-06-30 Name: Auflegerkapelle GstNr.: .329 Auflegerkapelle (Radfeld)                                                    |
| ja   | Datei hochladen | Stadtbergkapelle/Schlossbergkapelle HERIS-ID: 105315 Objekt-ID: 122290 TKK: 3495                         | Standort KG: Radfeld                              | Die hölzerne Kapelle am Stadtberg oberhalb von Rattenberg wurde 1810 anstelle eines barocken Vorgängerbaus errichtet. Sie ist mit einem polygonalen Schluss und einem steilen schindelgedeckten Satteldach versehen. Das Innere mit Deckenuntersicht weist verschalte Wände auf, der Altarbereich ist mit einem schmiedeeisernen Gitter von 1860 abgetrennt. | BDA-Hist.: Q37805094 Status: § 2a Stand der BDA-Liste: 2025-06-30 Name: Stadtbergkapelle/ Schlossbergkapelle GstNr.: .190 Radfeld, Stadtbergkapelle                               |
| ja   | Datei hochladen | Pestsäule HERIS-ID: 104350 Objekt-ID: 121111 TKK: 3497                                                   | Standort KG: Radfeld                              | Die Pestsäule an der Straßenkreuzung beim Krämerstadl stammt vermutlich aus dem 16. Jahrhundert. Auf einem massiven Rundpfeiler aus rötlichem Hagauer Marmor befindet sich das Fragment eines Nischenaufsatzes mit flach überkuppeltem Abschluss. Die flachen Nischen sind von Rundstäben begrenzt, in drei Nischen befinden sich Reliefs mit Kreuzsymbolen, in der vierten die eingemeißelte Initialinschrift NAP / 1757. | BDA-Hist.: Q37799239 Status: § 2a Stand der BDA-Liste: 2025-06-30 Name: Pestsäule GstNr.: 2168                                                                                    |